# Goithi
Goithi (nep. गोइठी) – gaun wikas samiti we wschodniej części Nepalu w strefie Sagarmatha w dystrykcie Saptari. Według nepalskiego spisu powszechnego z 2001 roku liczył on 654 gospodarstw domowych i 3884 mieszkańców (1881 kobiet i 2003 mężczyzn).